# Mangaonuku Stream (rivière)
Le Mangaonuku Stream est une rivière de la région de Hawke's Bay, située dans l’est de l’ Île du Nord de la Nouvelle-Zélande. 

## Présentation
C’est un affluent du fleuve Tukituki, qu’il rejoint tout près de la ville de Waipawa.

## voir aussi
Liste des cours d'eau de la Nouvelle-Zélande